# Одо, єпископ Байо

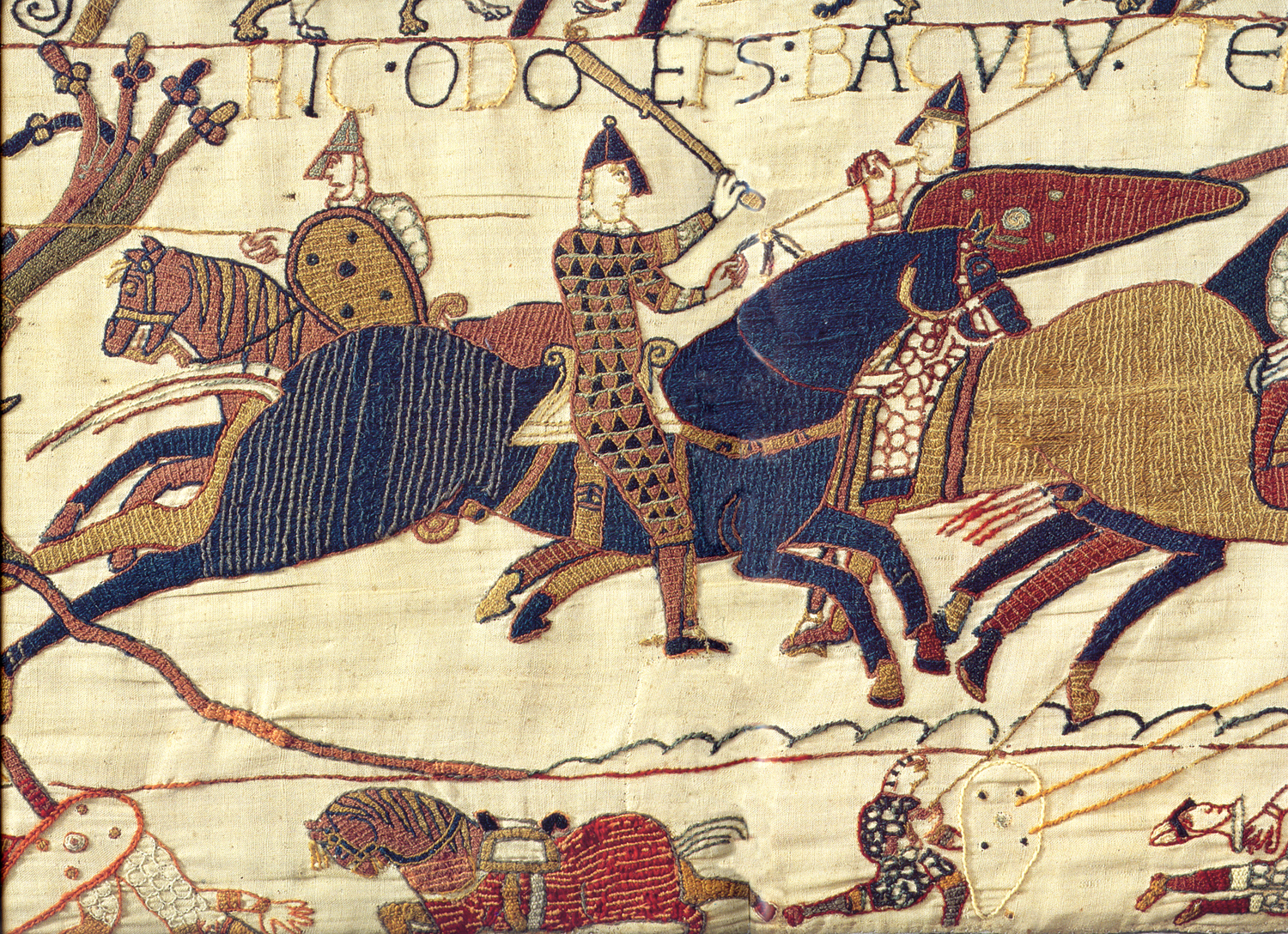
Одо благословляє армію Вільгельма перед битвою при Гастінгсі. Фрагмент килима з Байо

Одо́, єпископ Байо́ (або Одон; англ. Odon of Bayeux; бл. 1036 — лютий 1097, Палермо) — один з найближчих соратників Вільгельма Завойовника, активний учасник нормандського завоювання Англії та неодноразовий регент країни під час відсутності короля, єпископ нормандського міста Байо (з 1049 р.) та 1-й граф Кентський (1067—1082, 1087—1088).

## Юність
Одо був сином Херлеви, матері Вільгельма Завойовника, та її офіційного чоловіка Херлуїна де Контевіля. Таким чином, Одо був рідним братом Роберта, графа Мортена та єдинокровним братом Вільгельма І, герцога Нормандії, а пізніше і короля Англії. Точний рік народження Одо не відомий: зазвичай називають 1036, але деякі історики висунули припущення, що він народився дещо раніше, 1030 року, і, відповідно, коли 1049 року за ініціативою герцога Вільгельма Одо отримав кафедру єпископа Байо, йому було не 14, а 19 років.

## Нормандське завоювання
Хоча Одо був священнослужителем, він відоміший як воєначальник та державний діяч. Він брав участь у формуванні флоту для нормандського вторгнення в Англію 1066 року, супроводжував герцога Вільгельма у його поході та був присутній у нормандській армії під час битви при Гастінгсі, ймовірно, напучуючи війська перед битвою.
На початку 1067 року Одо отримав титул графа Кентського, а вже у кінці березня того ж року, коли король Вільгельм відправився до Нормандії, йому, разом з Вільямом Фіц-Осберном було доручено управління Англією за відсутності короля. Одним із головних завдань Одо у цей період стала організація оборони південного узбережжя країни для упередження можливого вторгнення данців або вигнаних англосаксів. Центральним елементом цієї системи оборони стала фортеця Дувра. У той же час Одо був вимушений придушувати заворушення англосаксонської знаті на північ від Темзи. Поки єпископ приводив до підпорядкування Середню Англію, у Кенті висадився Євстахій II, граф Булонський, дальній родич короля Едуарда Сповідника, якого підтримала частина англосаксонського населення південно-східної Англії. Та намагання Євстахія захопити Дувр провалились, і його флот був вимушений повернутись до Булоні. У свою чергу, Одо швидко придушив англосаксонські виступи у Кенті й відновив порядок у цій частині країни. Нова перевірка системи оборони, створеної єпископом Одо у південно-східній Англії, мала місце у кінці 1069 року, коли на допомогу англосаксам прибув великий флот короля Данії Свена Естрідсена. Загонам Одо вдалось перешкодити висадці данців у Дуврі, Сандвічі та Іпсвічі, після чого Свен пішов на північ, до менш укріплених берегів Нортумбрії.
Одо залишався одним з наближених до Вільгельма аристократів протягом 1080-х років. У період довготривалого знаходження Вільгельма І у Нормандії між 1077 та 1080 роками Одо став фактично віце-королем Англії. Йому було доручено розгляд усіх судових справ, що входили до компетенції короля, від імені Вільгельма він засвідчував земельні дарування та інші операції із землею, конфіскованою у англосаксонської знаті; а також видавав за своїм підписом королівські укази (англ. writs). Хоча твердження хроністів XII століття, що Одо був призначений головним суддею Англії, мабуть, не відповідає дійсності, його повноваження були близькими до цього.
1075 року Одо очолив королівську армію, що придушила «заколот трьох графів», а у 1080 загони єпископа спустошили Нортумбрію на північ від Тису, ліквідувавши останні осередки англосаксонського супротиву нормандській владі. Жорстокість, що була проявлена єпископом у Північній Англії, послужила причиною негативного відношення до його особи багатьох середньовічних хроністів.

## Арешт
1082 року Одо був несподівано заарештований та ув'язнений за те, що планував військову експедицію до Італії. Мотиви, через які єпископ збирався відправитись до Італії, точно не встановлені. Середньовічні хроністи уважали, що Одо таким чином намагався забезпечити своє обрання папою римським: саме у цей час різко загострились відносини між папою св. Григорієм VII та імператором Священної Римської імперії Генріхом IV. Однак, джерела XI століття не згадують про його бажання посісти престол Святого Петра. З іншої сторони, у випадку, якщо для своєї експедиції до Італії Одо намагався вербувати англонормандських лицарів, це справді могло викликати різку реакцію короля: відомо декілька випадків, коли Вільгельм конфісковував землі лицарів, що за прикладом своїх предків відправлялись шукати військового щастя в інших землях. Як би там не було, наступні 5 років єпископ провів у в'язниці, а його володіння та титули були конфісковані королем. Суттєво, що під час процесу Одо судили саме як графа, не згадуючи про його духовний сан і не претендуючи на його зміщення з єпископської кафедри. Вільгельм не бажав втручатись у компетенцію церковного права. Пізніше цей прецедент неодноразово використовувався англійськими королями для боротьби з непокірними священнослужителями. Лише на смертному одрі, у 1087, Вільгельм поступився наполяганням брата Роберта, графа Мортена, звільнив Одо й повернув тому його володіння.

## Повстання 1088 року

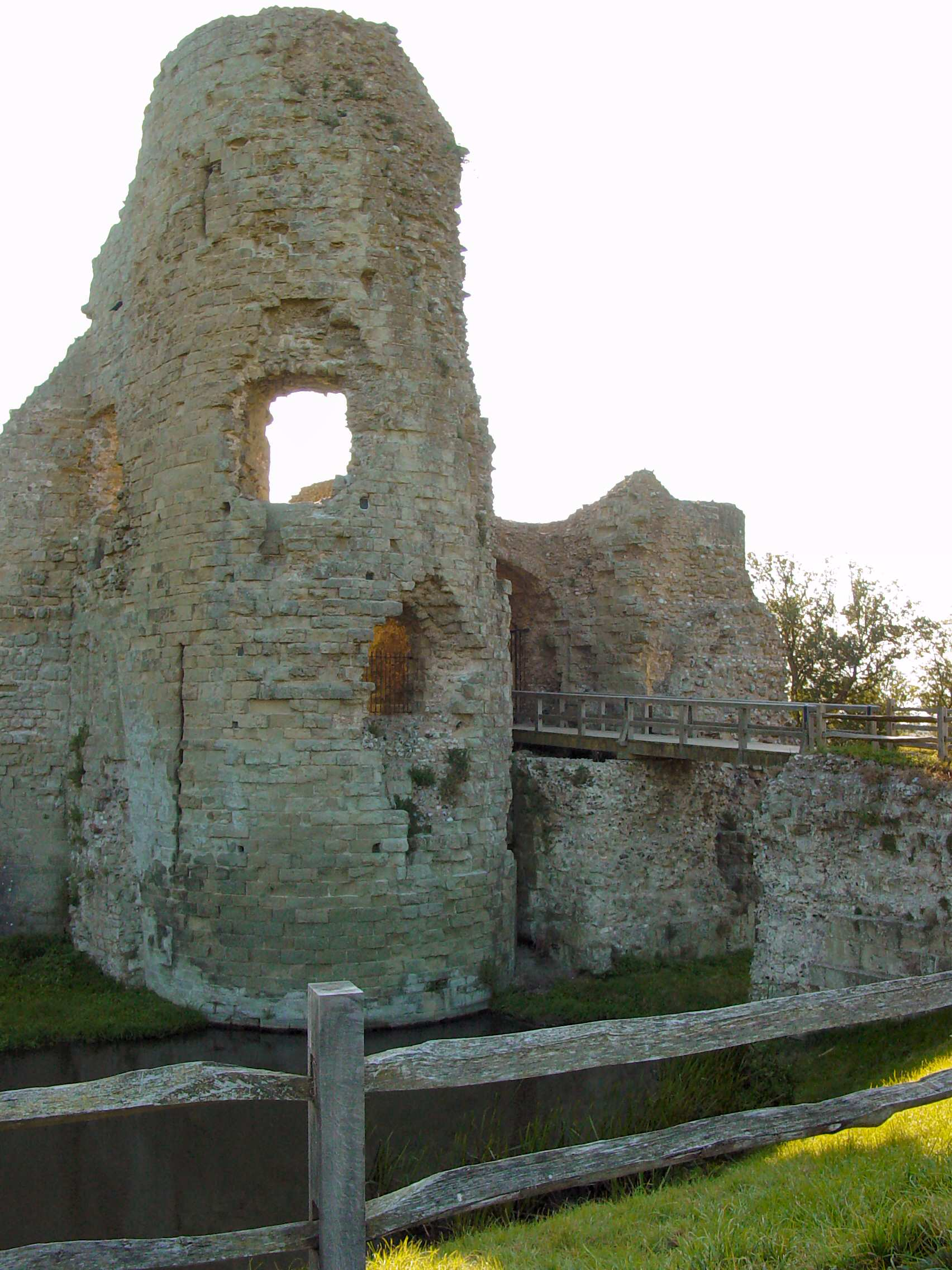
Руїни замку Певенсі

Коли після смерті Вільгельма І на англійський престол вступив його другий син Вільгельм II Руфус, єпископ Одо став організатором великого повстання англонормандських баронів проти нового короля. Можливо, причиною виступу Одо став той факт, що провідні місця при Вільгельмі ІІ зайняли Ланфранк та Вільгельм де Сен-Кале, давні противники Одо. Йому вдалось залучити на свою сторону більшість англійських баронів, незадоволених розділенням монархії після смерті Завойовника, у результаті чого вони опинились васалами двох монархів: Вільгельма ІІ за англійські володіння та Роберта Куртгеза за нормандські. Вільям Мальмсберійський повідомляє про те, що у повстанні 1088 року взяли участь «майже всі норманни». Хоча це явне перебільшення (граф Честерський, Вільгельм де Варенн, Генріх де Бомон та деякі інші великі магнати підтримали короля), розмах повстання був безпрецедентним.
Метую заколоту було повалення Вільгельма II та передача англійського престолу старшому синові Завойовника герцогу Нормандії Роберту III. Осередки повстання розташовувались практично в усіх англійських областях: у Нортумбрії, Східній Англії, Лестерширі, валлійських марках, Бристолі, Сомерсеті та південно-східних графствах. Більшість виступів були достатньо швидко придушені. Загони Роджера Монтгомері та баронів англо-валлійського прикордоння були розбиті у Вустерширі єпископом Вульфстаном. Армія єпископа Кутанса і Роберта де Мобрея була зупинена біля Ілчестера. Найнебезпечнішим було повстання у Кенті та Суссексі, де діяв Одо, єпископ Байо разом зі своїм братом Робертом де Мортеном. Їх резиденцією став замок Певенсі на узбережжі Ла-Маншу. Тут також висадились загони герцога Нормандії на чолі з Робертом Беллемським, які зайняли Рочестер.
Але королю Вільгельму II вдалось заручитись підтримкою англійської церкви та англосаксонського населення: саме англосаксонський фірд вніс вирішальний внесок у розгром баронів західних графств і сформував ядро королівської армії. Цьому сприяло звернення короля до народу з обіцянкою справедливого правління та відновлення «найкращих законів, що коли-небудь існували на цій землі». Скоро Вільгельм захопив Тонбридж, а після шеститижневої облоги взяв Певенсі, де в полон до короля потрапили єпископ Одо та Роберт де Мортен. Потім його війська рушили до Рочестера. Під тиском короля Одо домовився про умови капітуляції з оборонцем замку Робертом Беллемським, але під час переговорів Одо був полонений заколотниками (можливо він за своєю ініціативою перебіг до їхнього табору). У результаті облога продовжувалась. Замок був укріплений Робертом Беллемським, одним з найкращих військових інженерів того часу, і продовжував чинити опір упродовж декількох місяців. Лише голод вимусив заколотників капітулювати. Це означало кінець повстання. Король оголосив амністію учасникам заколоту і зберіг за ними їхні земельні володіння. Єдиним винятком став головний організатор виступу: Одо було позбавлено всіх титулів та земель і вигнано з Англії.
Решту свого життя Одо провів у Нормандії, при дворі герцога Роберта Куртгеза. 1096 року, у складі загонів герцога Роберта, Одо відправився у хрестовий похід до Палестини, але на самому початку 1097 року помер у Палермо, на Сицилії.

## Особистість
Одо в уявлені середньовічних хроністів був людиною безмежних амбіцій, який не зупинявся заради свого збагачення перед розбоєм та насильством. Він, безумовно, у першу чергу був воїном та державним діячем, а не служитилем церкви. Та, як багато середньовічних прелатів, Одо опікувався мистецтвом та заохочував освіту. У Байо він почав будівництво прекрасного собору, створив церковну школу, а також, можливо, узяв участь у створенні однієї з ранніх версій «Пісні про Роланда». Найбільшим досягненням Одо у сфері мистецтва стало створення на його замовлення «килиму з Байо», видатного пам'ятника середньовічного образотворчого мистецтва.

## Виноски
1. ↑  Bates D. Odo, earl of Kent // Oxford Dictionary of National Biography / C. Matthew — Oxford: OUP, 2004. — doi:10.1093/REF:ODNB/20543
2. 1 2  Lundy D. R. The Peerage
3. ↑  Pas L. v. Genealogics — 2003.
4. ↑  Ордерик Віталій. Historia Ecclesiastica; Вільям Мальмсберійський. Gesta Regum.
5. ↑  Вильям Мальмсберийский. Gesta Regnum.
6. ↑  Ордерик Виталий. Historia Ecclesiastica.